# Евгений и Юлия
«Евгений и Юлия» — ранняя повесть русского писателя Николая Карамзина, впервые опубликованная в 1789 году.

## Сюжет
Главные герои повести — Евгений и Юлия, выросшие в одной семье (сын и воспитанница некой Л* соответственно). Они понимают, что любят друг друга, и Л* благословляет их брак, но вскоре Евгений умирает от болезни. С этого момента Юлия и её приёмная мать «живут во всегдашнем меланхолическом уединении».

## Публикация и значение
«Евгений и Юлия» были впервые опубликованы в 1789 году в одном из выпусков журнала «Детское чтение для сердца и разума». Это первая повесть Карамзина. В ней наиболее заметны усилия автора по обновлению русского литературного языка: он старается писать «средним стилем», отказываясь от патетики и славянизмов, короткими и простыми фразами.